# センコー・プライベートリート投資法人
センコー・プライベートリート投資法人（センコープライベートリートとうしほうじん）は、大阪市北区にある投資法人（私募リート）。スポンサーはセンコーグループ。

## 概要
センコーが保有する物流センター等を組み入れ、不動産のオフバランス化を図り、財務の健全性を確保することを目的に設立した。組入対象物件は物流施設であり、物件はセンコーが賃借（長期固定マスターリース）する。
後述の通り、3度の物件組入を経て、2018年2月時点の資産規模（取得価格ベース）は約489億円。

## 沿革
- 2015年6月26日 - 設立企画人（センコー・アセットマネジメント株式会社）による投信法第69条に基づく設立に係る届出
- 2015年7月1日 - 投信法第166条に基づく設立の登記、本投資法人の設立
- 2015年7月16日 - 投信法第188条に基づく登録の申請
- 2015年8月24日 - 内閣総理大臣による投信法第187条に基づく登録の実施（登録番号：近畿財務局長 第3号）
- 2015年9月30日 - 4物件（214億円）をセンコーより取得。運用開始。[3][4]
- 2016年9月30日 - 7物件（172億円）をセンコーより取得。[5][6]
- 2017年9月14日 - 3物件（102億円）をセンコーより取得。[7][8]

## ポートフォリオ
- 札幌PDセンター2号倉庫（北海道札幌市東区）
- 野田第1PDセンター（千葉県野田市）
- 浦和PDセンター（埼玉県さいたま市緑区）
- 西神戸PDセンター（兵庫県神戸市西区）
- 北広島PDセンター（北海道北広島市）
- 北海道RDC（北海道北広島市）
- 東北RDC（宮城県黒川郡大和町）
- 野田第2PDセンター（千葉県野田市）
- 狭山PDセンター（埼玉県狭山市）
- 名古屋第2PDセンター（愛知県名古屋市港区）
- 福岡PDセンター（福岡県福岡市東区）
- 加須PDセンター（I期）（埼玉県加須市）
- 北関東PDセンター（群馬県太田市）
- 泉北第2PDセンター（大阪府泉大津市）